# Atlético Español Fútbol Club
L'Atlético Español Fútbol Club fou un club de futbol mexicà de la Ciutat de Mèxic.

## Història
El club va néixer el 19 de setembre de 1971 en comprar la franquícia del Club Necaxa. La temporada 1973-74 fou subcampió de la lliga mexicana, el seu major èxit nacional. L'any 1975 es proclamà campió de la CONCACAF derrotant el Transvaal per 5-1 en l'agregat. El 1976 perdé la final de la Copa Interamericana amb el Club Atlético Independiente argentí als penals. El 21 de juliol de 1982 tornaren a vendre la franquícia al Club Necaxa.

## Palmarès
- Copa de Campions de la CONCACAF: 
  - 1975